# Scolymia wellsii
Espèce
Statut CITES
Scolymia wellsii est une espèce de coraux de la famille des Mussidae.

## Publication originale
(en) Jacques Laborel, « A revised list of Brazilian scleractinian corals and description of a new species », Postilla Yale Peabody Museum, vol. 107,‎ 1967, p. 1-14 (lire en ligne, consulté le 2 mars 2019).